# Prostituição na República Centro-Africana
Prostituição na República Centro-Africana é legal e comum. Aliciamento ou obtenção de lucro com a prostituição de terceiros é ilegal, assim como forçar pessoas à prostituição. A pena é multa e até um ano de prisão, ou cinco anos se envolver menor de idade.
Um estudo publicado em 2017 concluiu que cerca de dois terços das profissionais do sexo na capital, Bangui, trabalhavam em meio período para complementar a renda ou pagar despesas escolares/universitárias. Algumas atuam em tempo integral e frequentam hotéis, bares e casas noturnas em busca de clientes abastados, especialmente franceses. São chamadas de "pupulenge" (libélulas) ou "gba moundjou" (olhe para o branco). As que trabalham nos bairros mais pobres são conhecidas como "kata".
A mesma pesquisa indicou que a idade dessas profissionais variava de 16 a 30 anos e que a maioria (90 %) era natural da República Centro-Africana. Outras vinham do Congo, Chade e Camarões.

## HIV
Preservativos no país são raros, como em outros países da África Subsaariana. Consequentemente, infecções por HIV e outras ISTs são elevadas entre as profissionais do sexo no país. O UNAIDS estimou que, em 2016, 9,2 % dessas profissionais estavam infectadas pelo HIV. Outras fontes apontam taxas ainda maiores.

## Prostituição infantil
Prostituição infantil é um problema no país, e não existem leis de estupro de vulnerável para proteger menores.
Algumas jovens e meninas ingressam no comércio sem envolvimento de terceiros para sobreviver ou para pagar despesas escolares/universitárias. Outras se tornam profissionais do sexo ou amantes de homens abastados para sustentar suas famílias. Também há indícios de exploração comercial sexual abuse and exploitation of children, tanto interna quanto externamente para países vizinhos.
Em 2016, surgiram denúncias de abuso por parte de militares de missões de paz da ONU. Alegou-se que militares do Gabão, Marrocos, Burundi e França pagaram por sexo com meninas de apenas 13 anos em um campo de deslocados próximo a Bangui. Antes disso, já haviam sido acusados de outras 22 ocorrências de abuso ou exploração sexual.

## Tráfico sexual
A República Centro-Africana é país de origem e destino de crianças submetidas ao tráfico de pessoas, incluindo prostituição forçada. A maioria é traficada internamente, mas um número menor trafica de e para Camarões, Chade, Nigéria, República do Congo, República Democrática do Congo e Sudão.
Não há leis específicas para o tráfico de pessoas, mas os traficantes podem ser processados sob legislação de prostituição, escravidão, exploração sexual, violações do código trabalhista e idade escolar obrigatória.
O Departamento de Estado dos Estados Unidos, por meio do Escritório de Monitoramento e Combate ao Tráfico de Pessoas, elevou o país de 'Nível 3' para a Lista de Observação do Nível 2 em 2018.